# Teucrium carthaginense
Teucrium carthaginense là một loài thực vật có hoa trong họ Hoa môi. Loài này được Lange miêu tả khoa học đầu tiên năm 1881.

## Hình ảnh

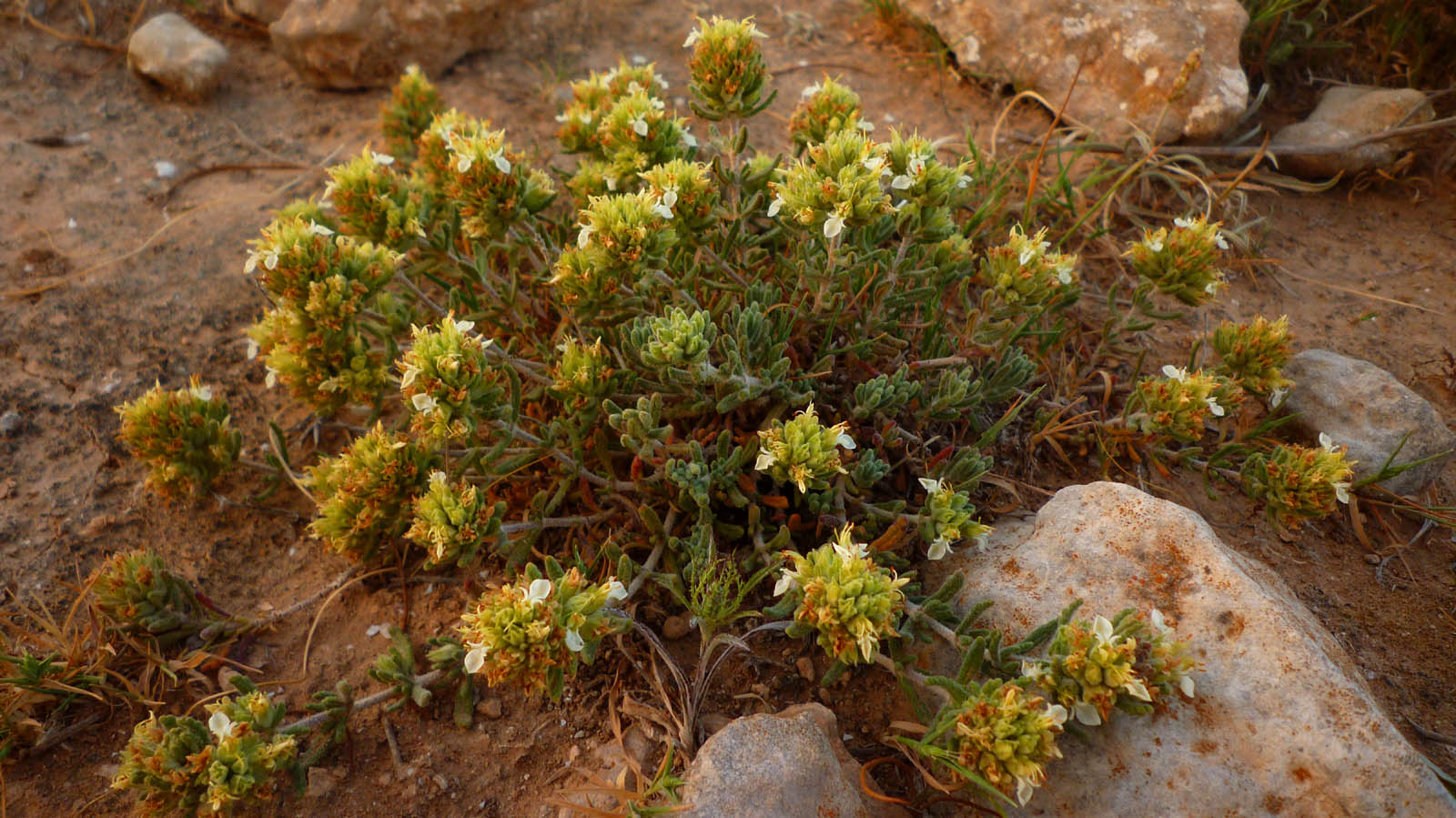
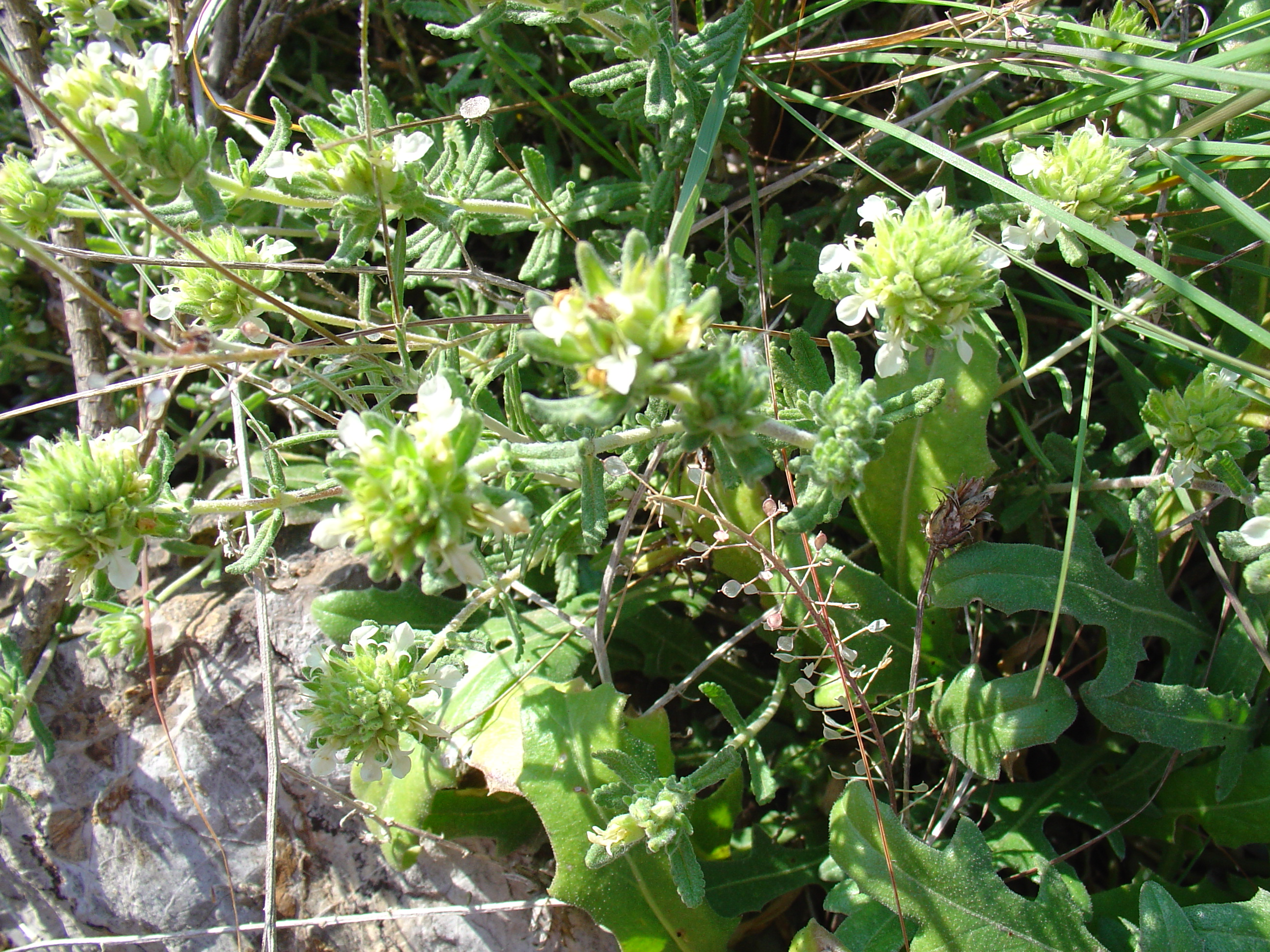